# Neipyijto
Neipyijto, Nepjito nebo také Nepyito (barmsky နေပြည်တော်, anglicky: Naypyidaw nebo Nay Pyi Taw) je od listopadu 2005 hlavním městem Myanmaru. Název města znamená v překladu Královské město a je pojmenováno podle gigantických soch barmských králů ve městě. Leží v Mandalajské oblasti, tři kilometry na západ od Pjinmany (a přibližně 320 km severně od bývalého hlavního města, Rangúnu). Ve městě žije přibližně 900 000 lidí a má velmi nízkou hustotu zalidnění. Do města jsou soustředěny vládní úřady. Je sídlem parlamentu, nejvyššího soudu, ministerstev. Neipyijto hostilo 24. a 25. summit ASEAN a východasijské hry v roce 2013.
Stavební práce na novém hlavním městě uprostřed tropického deštného pralesa probíhaly po dva a půl roku v přísném utajení před zahraničními médii.
Město je administrativně rozděleno na obytnou a administrativní jednotku.